# Oliarus tappana
Oliarus tappana är en insektsart som beskrevs av Matsumura 1914. Oliarus tappana ingår i släktet Oliarus och familjen kilstritar. Inga underarter finns listade i Catalogue of Life.